# Гюнтер Літфін
Гюнтер Літфін (нім. Günter Litfin, 19 січня 1937 — 24 серпня 1961) — німецький кравець, який став другою відомою людиною, що загинула при спробі перетину Берлінського муру. Літфін став першою жертвою, вбитою східнонімецькими прикордонниками, першим з жертв Берлінського муру, хто помер від вогнепальних поранень, і першою жертвою чоловічої статі.

## Біографія
Гюнтер Літфін народився 19 січня 1937 року в Берліні. Його брата-близнюка Алоїза під час Другої світової війни вбив нацистський лікар (надаючи допомогу при переломі, навмисно ввів занадто багато знеболювального, оскільки через темні волосся та очі хлопчика припустив, що має справу з єврейською дитиною).
Літфін жив у Східній Німеччині, в районі Вайсензее у Східному Берліні. Разом зі своїм батьком Альбертом, що працював м'ясником, Гюнтер був членом нелегального місцевого відділення Християнсько-демократичного союзу — західно-німецької політичної партії правоцентристської спрямованості.
Літфін був кравцем і жив у Східному Берліні, але працював у Західному, поблизу зоопарку. 13 серпня 1961 року кордон між Східним і Західним Берліном був раптово закритий Східною Німеччиною, і Ліфтін «застряг» у Східному Берліні. Незадовго до закриття кордону він знайшов квартиру в Шарлоттенбурзі, Західний Берлін, ближче до свого робочого місця, і лише за день до того, 12 серпня, їздив туди зі своїм молодшим братом Юргеном, щоб обставити свою нову квартиру. Гюнтер хотів втекти зі Східної Німеччини наступного ранку, але тоді вже були встановлені блокпости та побудовані перші дротяні огорожі.

## Загибель

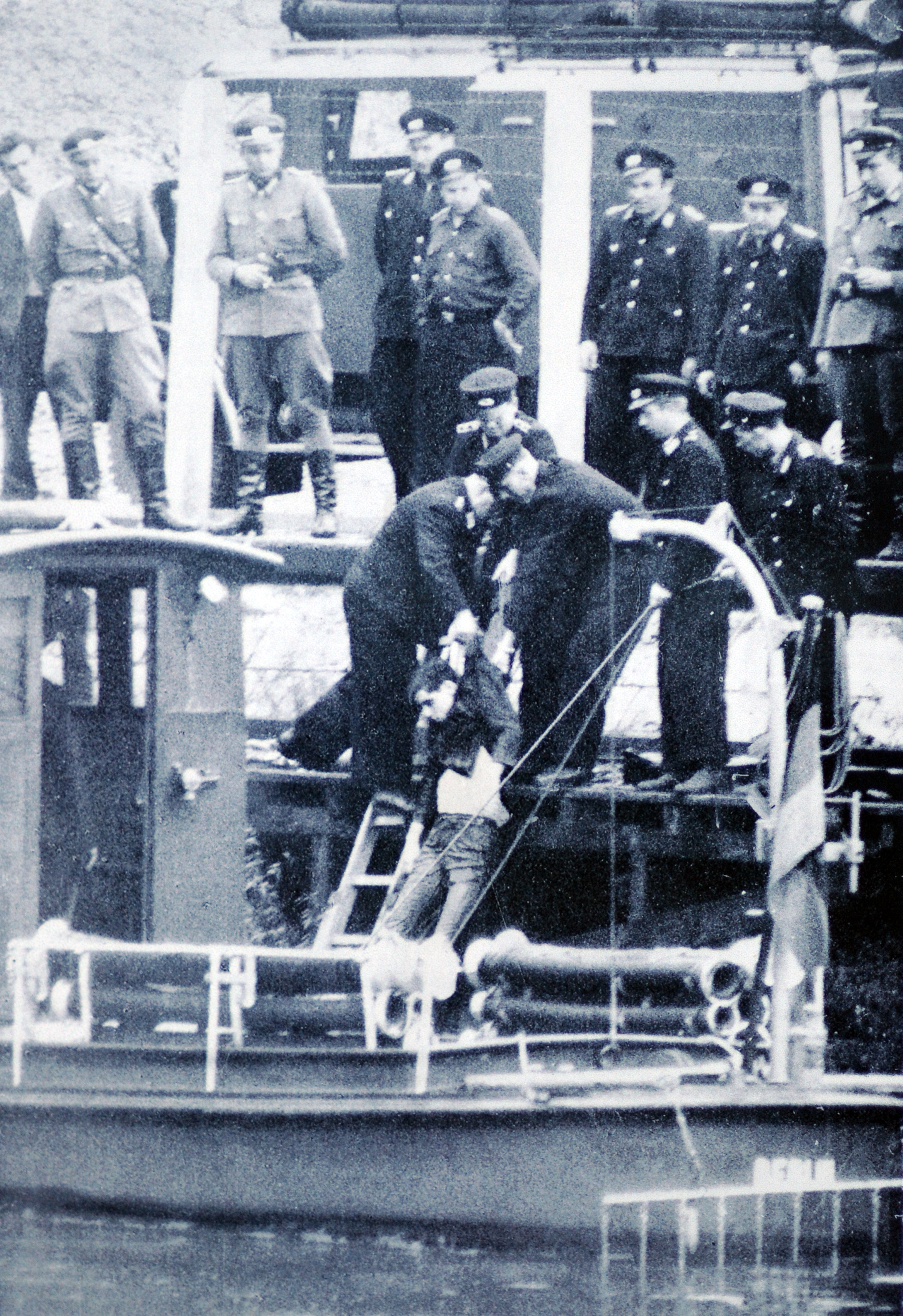
Східно-німецькі прикордонники витягають тіло Гюнтера Ліфтіна зі Шпрее.

24 серпня 1961 року, близько 16:00, Літфін переліз через західну зовнішню стіну лікарні Charité, ймовірно, плануючи дістатися міського вокзалу Лертер через залізничний міст Гумбольдтгафен, посередині якого проходив кордон. Близько 16:15 його виявили двоє співробітників транспортної поліції, які перебували на мосту. Вони окликнули його та зробили попереджувальні постріли. Літфін побіг до південної частини Гумбольдтгафена, стрибнув у воду та поплив до західного берега, що знаходився приблизно за 60 метрів. Поліціянти почали стріляти на ураження, і куля влучила йому в потилицю, вбивши на місці. Лише через три години пожежна служба Східного Берліна змогла знайти його тіло. На західній стороні за подіями стежили близько 300 очевидців.

## Реакція
Смерть Гюнтера Літфіна викликала великий резонанс серед берлінської громадськості. У той час як західноберлінська преса висвітлювала обурення, східно-німецька газета «Нова Німеччина» (центральний орган партії SED) та Карл-Едуард фон Шніцлер (головний пропагандист телебачення НДР) очорнили Літфіна, виставляючи його як гомосексуаліста, «злочинну фігуру» та «неблагонадійний елемент».
Наступного дня після загибелі Гюнтера співробітники Міністерства державної безпеки затримали Юргена Літфіна для допиту та обшукали квартиру Літфіна та його батьків.
Східно-берлінська громадськість і навіть родичі Гюнтера Літфіна дізналися про подробиці смерті лише з повідомлення в телепрограмі «Berliner Abendschau» від 26 серпня 1961 року.
Літфіна поховали на кладовищі Святої Хедвіги у Вайсензее 31 серпня. Штазі змусила родичів та гостей описувати смерть Літфіна як «трагічну випадковість». За словами його брата Юргена, похорон був «фарсом», оскільки більшість присутніх на траурній церемонії знали, що смерть його брата не була випадковою, і що його вбили за спробу покинути Східну Німеччину.

## Пам'ять

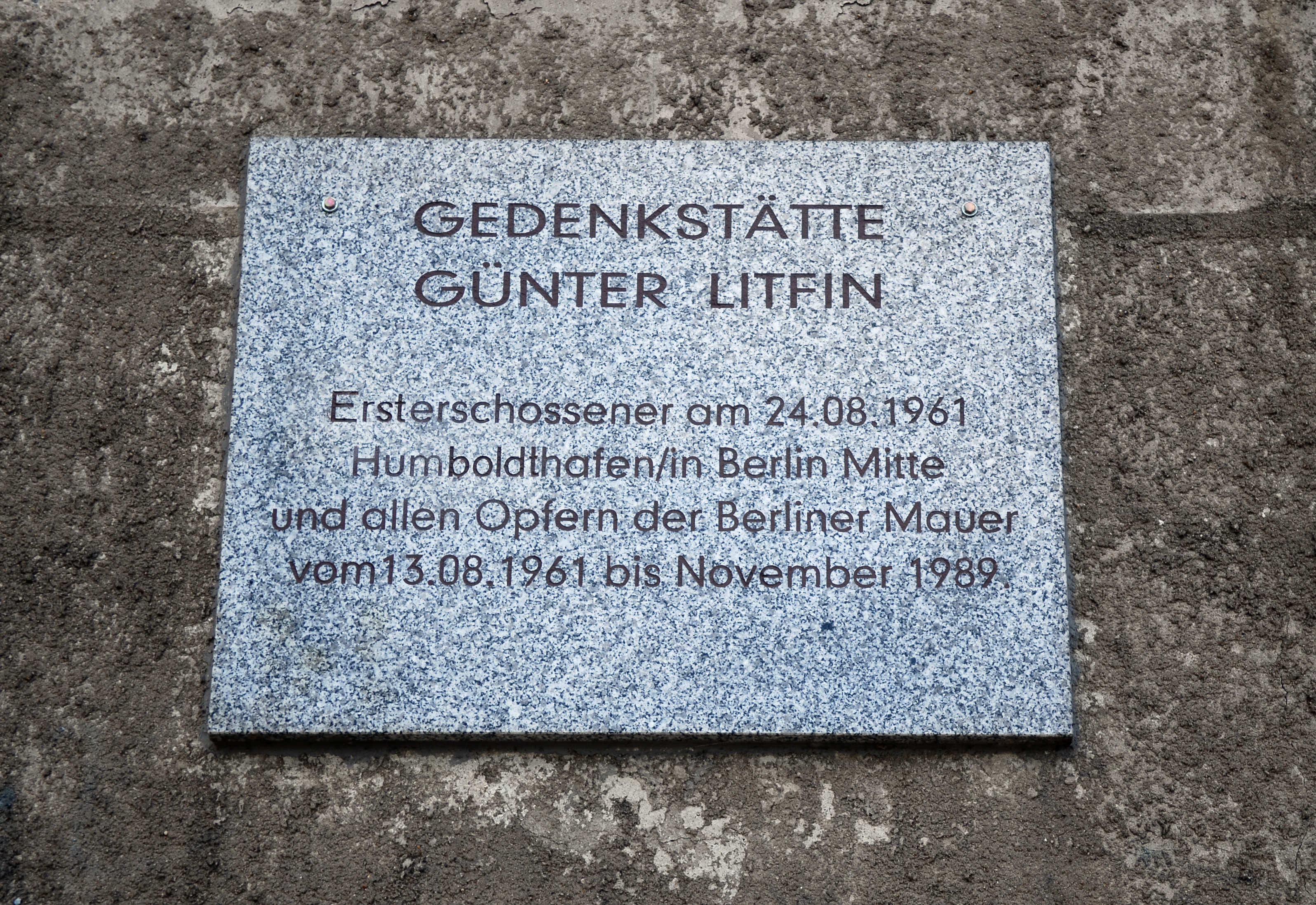
Меморіальна дошка на колишній сторожовій вежі.

Вранці 27 серпня 1961 року західні берлінці встановили на західній стороні Гумбольдтгафен мосту банер з написом: «Як би не лютував Ульбріхт, Берлін залишиться вільним і ніколи не почервоніє» (нім. „Und wenn der Ulbricht noch so tobt, Berlin bleibt frei, wird niemals rot“). У 1962 році на місці банера було встановлено меморіальний камінь на честь Гюнтера Літфіна.
На згадку про Гюнтера Літфіна, а також усіх інших жертв Берлінського муру, у 1992 році за ініціативою Юргена Літфіна було встановлено меморіал. Він розташований у колишній сторожовій вежі на судноплавному каналі Берлін-Шпандау.
З літа 2017 року меморіал Гюнтера Літфіна є частиною Фонду Берлінської стіни.
Одна з трьох меморіальних дощок від Робочої групи 13 серпня на кладовищі Інваліденфрідгоф присвячена смерті Літфіна.
24 серпня 2000 року вулицю у Вайсензее, яка раніше називалася Штрассе 209, було перейменовано на Гюнтер-Літфін-Штрассе (нім. Günter-Litfin-Straße).
Літфіну присвячено один із хрестів на меморіалі Білі Хрести поруч із будівлею Рейхстагу.

## Суд над вбивцями
Після падіння Берлінського муру та подальшого возз'єднання Східної та Західної Німеччини, у 1997 році Берлінський регіональний суд визнав поліцейських, що застрелили Літфіна, винними у вбивстві без обтяжуючих обставин (у німецькому законодавстві подібний злочин називається «Totschlag») та засудив до 18 місяців позбавлення волі, завмінивши цей строк на умовний.